# Journey to the Center of the Earth (2008, Warner Bros.)
Journey to the Center of the Earth, ook wel bekend als Journey to the Center of the Earth 3D of Journey 3-D, is een Amerikaanse stereoscopische film uit 2008. Het verhaal is gebaseerd op het boek Naar het middelpunt der aarde van Jules Verne. Hoofdrollen worden vertolkt door Brendan Fraser, Josh Hutcherson, en Anita Briem.

## Verhaal
Trevor is een vulkanoloog wiens neefje Sean een aantal dagen bij hem zal komen logeren. Sean heeft een doos bij zich die vol zit met spullen van zijn vader, Trevors broer Max, die jaren geleden is verdwenen.
In de doos ontdekt Trevor het boek Naar het middelpunt der aarde van Jules Verne. In het boek blijken door Max notities te zijn geschreven. Trevor bestudeert deze notities in zijn lab, en besluit naar IJsland te gaan om uit te zoeken wat Max precies bedoelde met zijn aantekeningen. Sean gaat met hem mee. De twee gaan op zoek naar een andere vulkanoloog, die echter overleden blijkt te zijn. Ze vinden diens dochter Hannah. Zij gaat met Trevor en Sean mee een vulkaan op waar Max in zijn notities over schrijft. Door een ongeluk vallen de drie in de vulkaan, en komen in het centrum van de aarde terecht.
In het centrum van de aarde vinden ze een complete ondergrondse wereld, bewoond door prehistorische dieren. De temperatuur stijgt echter snel en het trio moet zien te ontsnappen voordat de situatie onhoudbaar wordt.

## Rolverdeling
| Acteur           | Personage              |
| ---------------- | ---------------------- |
| Brendan Fraser   | Trevor Anderson        |
| Josh Hutcherson  | Sean Anderson          |
| Anita Briem      | Hannah Ásgeirsson      |
| Jean Michel Paré | Max Anderson           |
| Jane Wheeler     | Elizabeth              |
| Seth Meyers      | Professor Alan Kitzens |

## Achtergrond
De film actualiseert het verhaal van Verne naar de moderne tijd. De scènes zijn voor het merendeel opgenomen als live-action, maar veel van de ondergrondse landschappen zijn met de computer getekend. De film wordt geprojecteerd met Real D Cinema-technologie, een formaat dat al eerder werd gebruikt voor Chicken Little.